# Carlos Gracie
Carlos Gracie (Belem, 14 de septiembre de 1902-Itaipava, 7 de octubre de 1994) fue un artista marcial brasileño, fundador del jujitsu brasileño, junto a su hermano menor Hélio Gracie. Mitsuyo Maeda, conocido como el Conde de Koma, fue su maestro y quien le enseñó el judo y el jujitsu. Maeda fue un inmigrante japonés que llegó a Brasil como miembro del Kōdōkan a finales de 1910. Se instaló en la casa de Gaston Gracie, un brasileño de una familia de origen escocés y diplomático del gobierno. Como agradecimiento, Maeda enseñó a su hijo mayor Carlos su arte cuando este tenía 19 años. Carlos enseñó después su arte a sus hermanos Oswaldo (el más joven), Gastão George y Hélio. Carlos Gracie abrió la primera escuela de jiu-jitsu en Belém, Brasil, en 1925.
Carlos tuvo 21 hijos, 12 de los cuales tienen un rango por encima del cinturón negro primer dan:
- Carlson Gracie, 9.º grado cinturón rojo.
- Robson Gracie, 9.º grado cinturón rojo.
- Reyson Gracie, 9.º grado cinturón rojo.
- Reylson Gracie, 9.º grado cinturón rojo.
- Rosley Gracie, 9.º grado cinturón rojo.
- Carley Gracie, 9.º grado cinturón rojo.
- Rolls Gracie, cinturón negro.
- Carlion Gracie, 7.º grado cinturón rojo y negro.
- Rocian Gracie, 7.º grado cinturón rojo y negro.
- Carlos Gracie Jr., 8.º grado cinturón rojo y negro.
- Crolin Gracie, 7.º grado cinturón rojo y negro.
- Rilion Gracie, 6.º grado cinturón negro.